# Bengt Gylta (död 1520)
Bengt Gylta var en väpnare, riksråd och lagman i Närkes lagsaga och senare i Tiohärads lagsaga. Son till Peder Bengtsson Gylta och Ingeborg Persdotter, sonson till sin namne Bengt Gylta. Han blev avrättad omkring 1520, enligt uppgifter i danska källor vid Stockholms blodbad, men han finns inte med i Olaus Petris lista över de där avrättade.
Väpnaren Bengt Gylta var en av dem som undertecknade  riksdagsbeslutet om Stäkets rivning i Stockholm 23 november 1517. 
Gift år 1514 med Brita Bengtsdotter (Lillie) (död 1560).

## Barn
1. Bengt (1514–1574)
2. Anna (–1579)
3. Jöns (–1561)
4. Jöran (–1580), historiker
5. Karin (–1593), abbedissa i Vadstena.
6. Ingeborg  (–1575)